# Musique traditionnelle ukrainienne
 (mai 2025).
Si vous disposez d'ouvrages ou d'articles de référence ou si vous connaissez des sites web de qualité traitant du thème abordé ici, merci de compléter l'article en donnant les références utiles à sa vérifiabilité et en les liant à la section « Notes et références ».

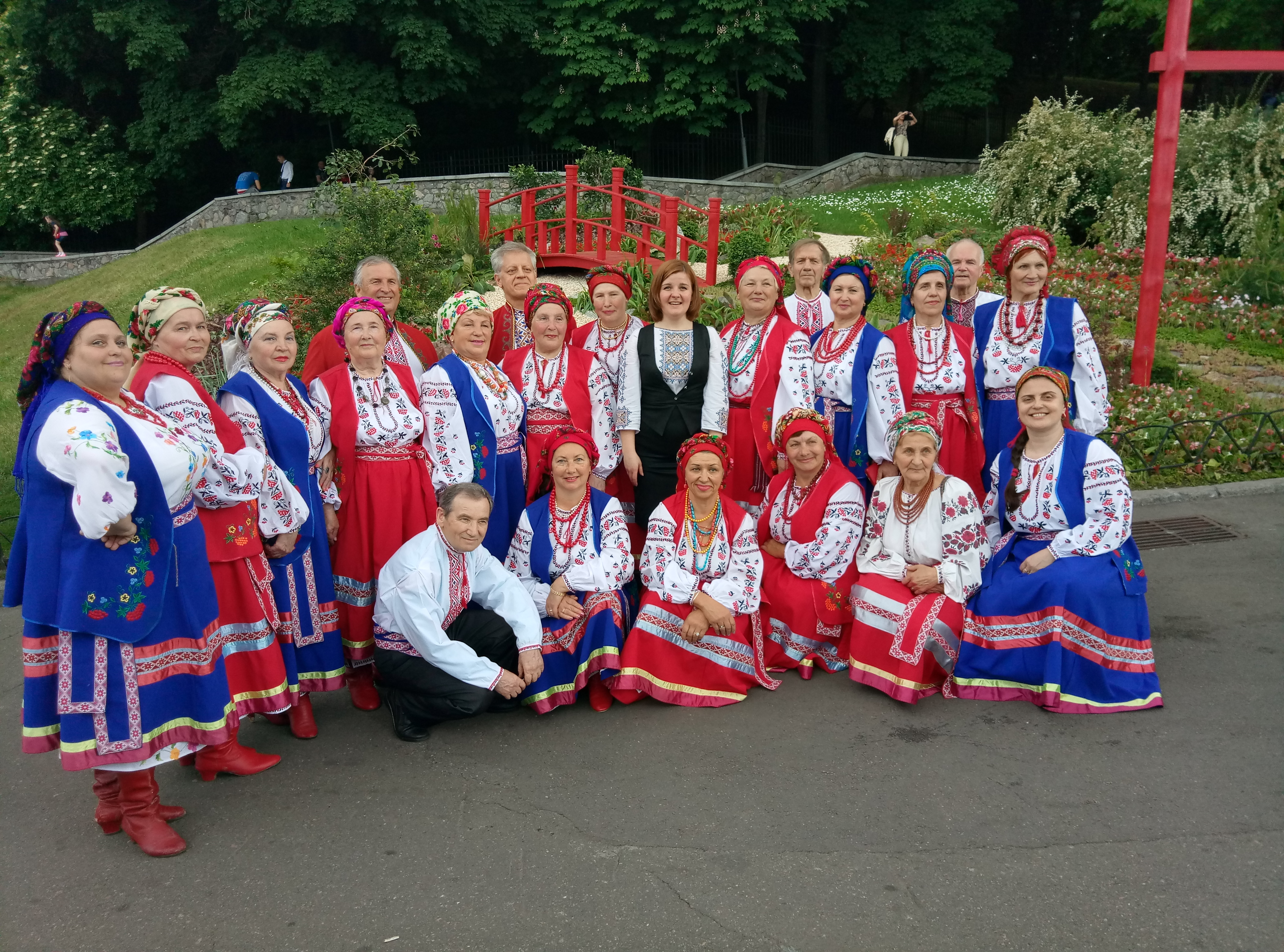
chorale folklorique ukrainienne

La musique folklorique ukrainienne comprend un certain nombre de variétés de musique populaire traditionnelle, folklorique, inspirée du folklore et de traditions musicales classiques européennes inspirées du folklore.
Au XXe siècle, de nombreux ensembles musicaux ethnographiques et folkloriques ont été créés en Ukraine et ont gagné en popularité. 
À l’époque soviétique, la musique était une marchandise contrôlée et utilisée comme un outil d’endoctrinement de la population. En conséquence, le répertoire des interprètes et des ensembles de musique folklorique ukrainiens a été contrôlé et restreint.

## Musique vocale
Les Ukrainiens, en particulier dans l'est de l'Ukraine, ont développé un style de chant particulier : la voix blanche (Ukrainian: Білий голос). Ce type de chant exploite principalement le registre de poitrine et  s'apparente à des cris ou des hurlements contrôlés. La tessiture vocale est restrictive et plus basse. Ces derniers temps, des cours de chant ont été créés pour étudier cette forme particulière de chant. Parmi les représentants les plus populaires du chant folklorique traditionnel ukrainien de l'ère moderne figurent Nina Matviyenko et Raisa Kyrychenko.

### Ensembles de chant
Le chant d'ensemble à trois et parfois à quatre voix était l'une des caractéristiques de la musique traditionnelle des villages en Ukraine. Le chant à plusieurs voix utilisé en Ukraine centrale était considéré comme unique au tournant du XIXe siècle. De nombreux chœurs folkloriques ont été créés (chœur Okhmatinsky) et des études ont été publiées sur le style du chant choral.
Elle a été soutenue à l'époque soviétique en opposition à la musique d'église, car les chants villageois étaient considérés par les autorités comme plus prolétariens.
Ces derniers temps (après les années 1981), on observe un mouvement vers le chant d'ensemble authentique, en particulier dans l'est de l'Ukraine, avec la création de divers ensembles et festivals axés sur ce style de musique. Les groupes notables qui se produisent dans cette tradition sont Dyke Pole et Bozhychi. 

### Ensembles folkloriques
Le premier ensemble de ce type en Ukraine fut le chœur folklorique du village d'Okhmatynsky, organisé par le Dr Mykola Demutsky en 1889. Les ensembles ethnographiques sont devenus populaires au XXe siècle. Il s'agissait généralement de chœurs souvent accompagnés d'un orchestre et parfois d'un groupe de danseurs. À l'origine, ils interprétaient des œuvres basées sur la musique folklorique ethnique de la région, mais au cours des 40 dernières années, ils sont devenus plus académiques en ce qui concerne leur style d'interprétation et leur matériel.
Les groupes professionnels les plus importants sont :
- Chœur folklorique ukrainien d'État nommé d'après Hryhoriy Veryovka (fondé en 1943)

- Veselka – (maintenant connue sous le nom de Poltava) (fondée en 1987, Poltava )
- Donbass – Ensemble de chants et de danses des mineurs méritants (fondé en 1937, Donetsk )
- Podolianka – ensemble de chant et de danse (fondé en 1938 à Khmelnitski )
- Ensemble méritoire de chant et de danse de Bucovine (fondé en 1944, Tchernivtsi )
- Chœur folklorique mérité de Transcarpatie (fondé en 1945, ( Oujhorod ))
- Verkhovyna – ensemble méritant de chant et de danse des Carpates (fondé en 1946, Drohobych )
- Lionok – Ensemble de chant et de danse de Polissia (fondé en 1970, Jytomyr )
- Tavria – Ensemble vocal et chorégraphique féminin (fondé en 1971, Simferopol )
- Slavutych – ensemble de chant et de danse (fondé en 1972, Dnipro )
- Chœur folklorique de Volyn (fondé en 1978, Loutsk )
- Ensemble Zoria (fondé en 1987, Rivne )

Les caractéristiques de ces chœurs étaient l'utilisation du chant dans le registre de poitrine ( en particulier dans l'est de l'Ukraine) et l'utilisation d'instruments folkloriques ukrainiens dans les orchestres d'accompagnement.

### Chant artistique
Au XXe siècle, des chanteurs d'opéra populaires comme Modest Mencinsky et Solomea Krushelnycki ont inclus des chansons folkloriques ukrainiennes dans leurs concerts. D'autres chanteurs ukrainiens de renom, dont Ivan Kozlovsky, Borys Hmyria et Anatoliy Solovianenko, ont également propagé le chant de chansons et de romances folkloriques ukrainiennes. Aux États-Unis, Kvitka Cisyk a également promu des chansons artistiques.

#### Chant choral
Le chant choral a une riche tradition en Ukraine. Alors que l’Occident catholique développait des œuvres instrumentales vocales sophistiquées, l’Église orthodoxe désapprouvait l’utilisation d’instruments de musique dans la musique sacrée et la musique chorale a cappella était le seul genre activement soutenu.
En Ukraine, il existait une classe de musiciens professionnels qui chantaient avec leur propre accompagnement instrumental. Ces musiciens professionnels étaient souvent connus sous le nom de kobzari ou lirnyky . Cette catégorie comprend également les joueurs de torban et de bandura. Le répertoire de ces musiciens itinérants différait considérablement de celui chanté par le peuple, y compris l'interprétation de dumy (poèmes épiques chantés).
Au XXe siècle, la tradition vocale et instrumentale s'est transformée en un mouvement où des ensembles et des chœurs entiers chantent avec leur propre accompagnement sur ces instruments. Parmi les exemples notables, on peut citer le chœur ukrainien Bandurist, le Canadian Bandurist Capella et le Kyiv Bandurist Capella.
Les Ukrainiens possèdent une richesse d’instruments folkloriques et une tradition bien développée de musique instrumentale. Cela est dû en particulier au fait que le gouvernement soviétique a fortement découragé la population de s'éloigner de la musique religieuse et a encouragé les formes « prolétariennes » de performance musicale.
La majeure partie de la population ukrainienne ethnique vivait dans un environnement rural et ne partageait pas la culture urbaine de l’élite urbaine qui contrôlait le pays. En conséquence, la musique traditionnelle du village a été encouragée et favorisée.
La première étude significative traitant des traditions authentiques de la musique instrumentale folklorique ukrainienne est attribuée au compositeur ukrainien Mykola Lysenko et ses publications à partir de 1874 traitaient de la bandura et d'autres instruments folkloriques ukrainiens. iii
D'autres recherches ont été entreprises au début du XXe siècle par les ethnomusicologues Filaret Kolessa et Klyment Kvitka. Les publications dans la nouvelle science de l'organologie ont été entreprises par Hnat Khotkevych avec sa monographie de 1930 « Instruments de musique du peuple ukrainien ». Il a été interdit par les autorités soviétiques en 1934 parce qu'il étudiait les phénomènes des instruments folkloriques d'un point de vue national.
Après la Seconde Guerre mondiale, les études ont été poursuivies par Andriy Humeniuk, qui a lancé la tendance consistant à mélanger les innovations soviétiques dans la construction et la formation des instruments avec de la musique instrumentale authentique. Cette tendance a été évitée par Sofia Hrytsa mais est devenue une caractéristique des publications de Victor Hutsal, Victor Mishalow et de la majeure partie des études soviétiques et post-soviétiques.
Ces derniers temps, cette tendance a pris un tournant avec les publications de l'ethnomusicologue Mykhailo Khai du début du 21e siècle, qui a clairement séparé la musique instrumentale ukrainienne en traditions musicales instrumentales dites authentiques et dites fakeloriques.
Des contributions significatives à l’étude de l’organologie et de la performance ukrainiennes ont été apportées par des ethnomusicologues russes et polonais tels qu’Alexander Famintsyn et Stanislaw Mzrekowski.

### Instruments

#### Idiophones (percussions)
- Batih - un bâton percussif
- Briazalnytsia
- Bubon (Buben)
- Bubentsi
- Bubonchyk
- Buhay
- Bukhalo
- Bylo
- Derkach
- Drymba ( Vargan )
- Dzvin – cloche
- Dzvinok – cloches
- Kalatalo
- Klépalo
- Korobochka
- Lozhky – cuillères en bois décorées.
- Tarilky – cymbales
- Pidkova – fer à cheval
- Rapach
- Rubel
- Skrynka
- Trishchotky – ensemble de planches de bois attachées à une corde et frappées ensemble en groupe.
- Trykutnyk – triangle
- Vertushka
- Zatula
- Zvonchalka

- Lytavry, Tulumbas – timbale
- Baraban – caisse claire
- Bubon – grand tambourin
- Buhay, Berbenytsia
- Hrebinetz – peigne
- Ocheretianka

- Bandura – une cithare à plusieurs cordes jouée avec les doigts.
- Kobza – luth à quatre cordes avec une table d'harmonie ronde, pincée ou grattée avec ou sans plectre.
- Lira – une vielle à roue ukrainienne avec un corps ovale ou en forme de violoncelle et un chevillier triangulaire attaché.
- Hudok – un instrument ukrainien à trois cordes en forme de poire, généralement tenu verticalement, un parent du rebec.
- Le husli est l'un des plus anciens instruments de musique ukrainiens connus, décrit par les Grecs dès le 6e siècle de notre ère. Il existe de nombreuses versions différentes de cet instrument à cordes pincées.
- Torban – un parent du théorbe avec son propre accordage unique.
- Tsymbaly – un parent du cymbalum avec son propre accordage unique.
- Skrypka – un parent du violon.
- Basolia – un violoncelle à 3 cordes avec son propre accordage unique.
- Tsytra – cistre ukrainienne.
- Kozobas - un instrument à archet et à percussion d'Ukraine occidentale.

- Dentsivka – un tuyau creux sans trous d'aération supplémentaires, utilisé pour les sifflements.
- Dudka-vykrutka – un instrument de berger à Rivne Polesia.
- Dvodentsivka – flûte à bec double
- Floyara – une flûte non-pipple
- Frilka – une version plus petite du floyara
- Kosa dudka
- Kuvytsi – variante de la flûte de Pan
- Okaryna – ocarina ukrainien
- Rebro – variante de la flûte de Pan
- Rih – clarinette / cornemuse folklorique ukrainienne.
- Rizhok – petite corne
- Pivtoradentsivka
- Sopilka – flûte simple à bec de différentes tailles
- Surma – un hautbois ou châle folklorique.
- Sviril – flûte de pan ukrainienne.
- Svystunetz – sifflet folklorique
- Telenka – une flûte harmonique
- Trembita, Lihava – Cor des Alpes
- Truba – une trompette en bois.
- Volynka, Duda, Koza – cornemuse slave traditionnelle.
- Zholomiha – une flûte à double bec
- Zubivka – similaire à Telenka

- Bayan – un accordéon chromatique à boutons
- Balalaïka ukrainienne - une variante régionale à 6 cordes de la balalaïka russe
- Domra à 4 cordes – une variante régionale de la domra russe à 3 cordes
- Mandoline
- guitare à sept cordes

### Régional
La musique folklorique ukrainienne a eu une influence significative sur la musique des peuples voisins. De nombreuses mélodies ukrainiennes sont devenues populaires en Pologne, en Slovaquie, en Autriche, en Russie, en Roumanie et en Moldavie. Grâce à l'interaction avec la communauté juive d'Europe de l'Est, des chansons folkloriques ukrainiennes telles que « Oi ne khody Hrytsiu » composée par la chanteuse Marusia Churai ont été introduites dans la culture nord-américaine sous le nom de « Yes my darling daughter » (chantée par Dinah Shore ).
La musique traditionnelle du kobzari a inspiré les Dumky composées par divers compositeurs slaves tels que Tchaïkovski, Moussorgski et Dvořák. iii
L'utilisation de mélodies folkloriques est particulièrement encouragée dans le ballet et l'opéra. Parmi les compositeurs ukrainiens qui incluaient souvent des thèmes folkloriques ukrainiens dans leur musique figuraient Lysenko, Lev Revutsky, Mykola Dremliuha, Yevhen Stankovych, Aleksandr Shymko, Myroslav Skoryk (qui a adapté par exemple la chanson folklorique Verbovaya Doschechka ).
À la fin des années 1960 et au début des années 1970, les chansons folkloriques ukrainiennes et leurs éléments ont commencé à être inclus dans la musique pop et rock dans l'ensemble rock Kobza, Smerichka, Opryshky Medikus et de nombreux autres ensembles. Cela était dû au manque de chansons pop ukrainiennes de l’époque. Au fil du temps, le genre de musique pop d'inspiration folklorique est devenu important, particulièrement inspiré par la popularité du groupe biélorusse connu sous le nom de Pesniary.
Parmi les groupes ukrainiens, le groupe connu sous le nom de Kobza est celui qui a survécu le plus longtemps et qui est le plus important.

### Musique occidentale
"Where Have All the Flowers Gone ? " est une chanson folklorique des années 1960 écrite par Pete Seeger et Joe Hickerson . Seeger a trouvé l'inspiration pour cette chanson alors qu'il se rendait à un concert. En feuilletant son carnet, il découvrit le passage suivant : « Où sont les fleurs ? Les filles les ont cueillies. Où sont les filles ? Elles ont toutes pris mari. Où sont les hommes ? ils sont tous à l’armée. » Ces vers étaient tirés d’une chanson folklorique ukrainienne et cosaque citée dans le roman de Mikhaïl Cholokhov, Le Don paisible . Seeger l'a adapté en une mélodie, une version bûcheron de « Drill, Ye Tarriers, Drill ». Avec seulement trois couplets, il l'a enregistré une fois dans un medley sur un album de Rainbow Quest et l'a oublié. Hickerson a ajouté plus tard les versets quatre et cinq.
« Summertime » est un air composé par George Gershwin pour l'opéra Porgy and Bess de 1935. Les paroles sont de DuBose Heyward, l'auteur du roman Porgy sur lequel l'opéra est basé. C'est devenu depuis un standard du jazz. Bien qu'il s'agisse principalement d'une musique spirituelle dans le style de la musique folklorique afro-américaine de la fin du XIXe siècle,,   le III compositeur et chanteur ukraino-canadien Alexis Kochan a suggéré qu'une partie de l'inspiration de Gershwin pourrait provenir de l'écoute de la berceuse ukrainienne, Oi Khodyt Son Kolo Vikon (Un rêve passe par les fenêtres) lors d'une représentation à New York par le chœur national ukrainien d'Oleksander Koshetz en 1929 (ou 1926).